# تينا قو
تينا قو (بالإنجليزية: Tina Guo)‏ هي عازفة تشيلو أمريكية، ولدت في 28 أكتوبر 1985 في شانغهاي في الصين.

## وصلات خارجية
- الموقع الرسمي
- تينا قو على موقع IMDb (الإنجليزية)
- تينا قو على موقع ميوزك برينز (الإنجليزية)
- تينا قو على موقع أول ميوزيك (الإنجليزية)
- تينا قو على موقع ديسكوغز (الإنجليزية)
- تينا قو على موقع قاعدة بيانات الفيلم (الإنجليزية)